# Diplazon flavifrons
Diplazon flavifrons là một loài tò vò trong họ Ichneumonidae.